# Отдел „Средства за масова информация“ при ЦК на БКП (1974 – 1984)
Отделът „Средства за масова информация“ при ЦК на БКП съществува в периода 1974 – 1984 г., с кратко прекъсване между 1976 – 1979 г.

## История
С решение на № 200 на Политбюро от 14 май 1974 г. на основата на съществуващата дотогава група в отдел „Пропаганда и агитация“ се създава отдел „Печат, радио, телевизия и книга“. След това (решение на Политбюро № 316 от 12 юли 1974 г.) отделът се преименува в „Средства за масова информация“. От 22 септември 1976 г. отделът се закрива, а дейността му се поема от сектор „Средства за масова информация“ в отдел „Пропаганда и агитация“.
С решение № 498 на Политбюро от 30 октомври 1979 г. отново се създава самостоятелен отдел „Средства за масова иформация“, който в началото на 1984 г. за пореден път е закрит и включен като направление в новосъздадения отдел „Идеологическа политика“.

## Завеждащи отдела
- Лалю Димитров
- Йото Кръстев